# Carpe Diem
Carpe Diem ali Carpe Diem band je šestčlanska slovenska ska-pop-rock skupina iz Celja.

## Ime in opis
Carpe diem je latinski izrek rimskega pesnika Horacija iz Ode I,11.8.

Diem pomeni dan, Carpe pa v latinščini pomeni "naberi, poberi, potegni, oskubi, izpuli, izberi", toda Horacij uporabi besedo v smislu "uživaj, izkoristi, uporabi".

Carpe Diem je tako populistično uporabljen in preveden kot "užij dan".

Fraza je del daljšega originalnega Horacijevega izreka Carpe diem quam minime credula postero, kar lahko grobo prevedemo v "užij dan, z minimalnim zaupanjem temu kar prihaja" in prigovarjanjem, naj živimo za danes.
Skozi ime skupine Carpe Diem - užij, izkoristi dan, živi ga čutno, danes , zdaj, optimalno, širše, novo, boljše, se zrcali tudi njihova glasba, besedila in pozitivni ritmi.

## Zgodovina
Carpe Diem je nastal kot srednješolski "garažni projekt" članov, ki so se s sodelovanjem v raznih glasbenih projektih in orkestrih, spoznali in odločili ustanoviti glasbeno skupino v letu 1996. Skupina, takrat že z imenom "Carpe Diem" je prvotno vsebovala le inštrumentalno zasedbo. Število članov je variiralo med 5 in 8 in je bila sestavljena iz bobnov, bas kitare, električne kitare, alt saksofona, violine, klaviatur, trobente, pozavne, kasneje pa še tenor saksofona in vokala. Uspešno je združevala zvrsti kot so jazz, funk, rock, reggee in balkanski melos, kar so priča tudi zgodnji studijski posnetki ter udeležbe na večjih regijskih glasbenih prireditvah. Razvoj in aktivno ustvarjanje je doprinesel stalno zasedbo vokala, ki je glasbo skupine razširil še z besedili.
2005 je bil v studiu Metro, z glasbenim režiserjem Janezom Križajem, posnet prvi singl Doktor-Doktor, ki je naznanjal prihajajoči prvi album. Skladba je z dobrim radijskim predvajanjem skupini na široko odprla vrata ter jo z novim albumom postavila na slovenski glasbeni zemljevid. Šele s tem lahko rečemo, da se je začela skupina Carpe Diem, kot jo poznamo danes. Februarja 2006 je skupina predstavila svoj prvi album z naslovom Mrcina, ki vsebuje 10 skladb. Album je nastal v studiu Zibelnik v sodelovanju z Alešem Zibelnikom.
Leta 2007, na predstavitveni karavani novega albuma Cesta Vlada Kreslina, se je skupina predstavila s ska priredbo skladbe "Z Goričkega v Piran", kar je kmalu vodilo v skupen glasbeni projekt posnet z Vladom Kreslinom ter Galom Gjurinom.
V na novo začrtani smeri ska-pop-rock zvrsti, končni šestčlanski zasedbi, "koroško začimbo" na bobnih in novim glavnim vokalom, je skupina marca 2009 v sodelovanju z Matejem Gobcem posnela skladbo »Jutr«. Marca 2010 se je predstavil drugi singl z naslovom Egoist, oktober pa je bil v znamenju Maš Punco? skladbe in videospota, posnetega zanjo. Marca 2011 so izdali balado »Delala stvari«.
Leto 2012 se je Carpe Diem osredotočil predvsem na pripravljanje novih skladb, saj je pevca Matevža prizadela težka bolezen. Ko si je povrnil moči, je skupina, tokrat celoti v celjski zasedbi, začela izdajati in snemati nove komade. Iz studija sta tako konec 2013 prišla Pesem o teb in Lezbijka. Začetek 2014 pa je zaznamovalo predvsem sodelovanje s 6 Pack Čukurjem v remiksu skladbe Pesem  o teb in zanjo posnetim videospotom.
Julija 2014 je izšel singl Dej ostan (George Clooney), v začetku leta 2015 pa še Original, ki je del soundtracka filma Vloga za Emo. Za slednjo skladbo so posneli tudi videospot.
Maja 2016 je skupina predstavila skladbo Tapete. Skladba predstavlja zaključeno celoto napovedanega albuma singlov z naslovom "Od Jutr naprej". Prav tako je to bila zadnja skladba s pevcem Matevžem, katerega je v jeseni 2016 za glavnim vokalnim mikrofonom zamenjal novi pevec Sergije Lugovski.
V začetku leta 2017 je izšel album "Od Jutr naprej", ki povzema skladbe od Jutr in naprej vse do Tapet.

## Albumi in skladbe
Mrcina
Leto izida: 2006

Založba: samozaložba

Producent/studio: 1-2 in 4-10 Aleš Zibelnik (Studiu Zibelnik), 3 Janez Križaj (Metro Studio)
| Vrstni red | Naslov skladbe  | Dolžina |
| ---------- | --------------- | ------- |
| 1.         | Mrcina 2        | 2:49    |
| 2.         | Program         | 3:23    |
| 3.         | Doktor-Doktor   | 2:54    |
| 4.         | Sirena          | 4:17    |
| 5.         | Preproste misli | 5:05    |
| 6.         | Groova se mi    | 3:18    |
| 7.         | Iz oči v oči    | 3:34    |
| 8.         | Sliva           | 3:23    |
| 9.         | Divja reka      | 3:06    |
| 10.        | Mrcina 1        | 6:45    |

Posneli: Aleš Kolar (bas), Rok Drobež (kitara), Jure Kolar (tenor saksofon), Miklavž Tacol (klaviature), Boštjan Meh (vokal), Andrej Žerovnik (alt saksofon) in Anže Žurbi (bobni)

Sodelovali: Doktor-Doktor - Matej Javoršek (bobni) in Jure Levpušček (alt saksofon)

Oblikovanje ovitka: Žiga Aljaž in David Krančan

Od Jutr naprej
Leto izida: 2017

Založba: samozaložba

Producent/studio: 1-4 Matej Gobec, 4-9 Teodor Amanović (Toš)
| Vrstni red | Naslov skladbe             | Dolžina | Leto |
| ---------- | -------------------------- | ------- | ---- |
| 1.         | Jutr                       | 3:35    | 2009 |
| 2.         | Egoist                     | 3:35    | 2010 |
| 3.         | Maš Punco?                 | 2:41    | 2010 |
| 4.         | Delala Stvari              | 3:49    | 2011 |
| 5.         | Pesem o teb                | 3:05    | 2013 |
| 6.         | Pesem o teb (Remix)        | 2:57    | 2014 |
| 7.         | Dej ostan (George Clooney) | 3:09    | 2014 |
| 8.         | Original                   | 3:39    | 2015 |
| 9.         | Tapete                     | 3:28    | 2016 |

Posneli: Aleš Kolar (bas), Rok Drobež (kitara), Jure Kolar (tenor saksofon), Miklavž Tacol (klaviature), Matevž Vuga (vokal), Martin Rošer (bobni).

Sodelovali: Blaž Satler (bobni)

Oblikovanje ovitka: Tale Mitreski

Posamezne skladbe

Skupina je tekom let na radijske valove in v druge medije izdala še naslednje skladbe
| Naslov               | Dolžina | Leto |
| -------------------- | ------- | ---- |
| Iz Goričkega v Piran | 3:22    | 2008 |
| Lezbijka             | 3:23    | 2013 |

## Videospoti in videoposnetki
| Naslov                      | Leto nastanka | Režija in produkcija                            |
| --------------------------- | ------------- | ----------------------------------------------- |
| Doktor-Doktor               | 2006          | Resourceful Bunch Production                    |
| Iz oči v oči                | 2007          | Rok Lunežnik                                    |
| Jutr                        | 2009          | Mateja Tomažinčič in koprodukcija RTV Slovenija |
| Jutr (akustik)              | 2009          | Izštekani na Val 202                            |
| Z Goričkega v Piran         | 2009          | Carpe Diem road movie                           |
| Egoist                      | 2010          | Carpe Diem band                                 |
| Maš Punco?                  | 2010          | KN Production                                   |
| Delala Stvari               | 2011          | Carpe Diem band                                 |
| Lezbijka                    | 2013          | Carpe Diem band                                 |
| Pesem o teb RMX             | 2014          | Marko D. videography                            |
| Dej ostan (George Clooney)] | 2014          | Carpe Diem band                                 |
| Original                    | 2015          | Produkcija Almedia                              |